# Diocesi di Faran
La diocesi di Faran (in latino Dioecesis Pharanitana) è una sede soppressa del patriarcato di Gerusalemme e una sede titolare della Chiesa cattolica.

## Storia
Faran, identificabile con la Wādi-Feiran sul monte Sinai nell'odierno Egitto, è un'antica sede vescovile della provincia romana della Palestina Terza nella diocesi civile d'Oriente. Faceva parte del Patriarcato di Gerusalemme ed era suffraganea dell'arcidiocesi di Petra.
Incerte sono le origini del cristianesimo nella penisola del Sinai. Il primo vescovo sinaitico documentato potrebbe essere Nathyr (o Netras), menzionato come vescovo di Faran nella seconda metà del IV secolo negli Apophegmeta o Vitae Patrum.
A metà del V secolo, nel 451 circa, Macario, vescovo del monte Sinai, fu destinatario di una lettera dell'imperatore Marciano, che lo invitava a prendere le distanze da Teodosio, monaco di Gerusalemme, che aveva tentato di usurpare la sede di Giovenale.
La località di Faran è menzionata nei giornali di viaggio di Egeria (la Peregrinatio Aetheriae, inizi del V secolo) e dell'Anonimo di Piacenza (fine VI secolo). Al concilio di Costantinopoli del 536, la diocesi era rappresentata da Teona, presbitero e apocrisiario del monte Sinai, della laura di Raithu e della chiesa di Faran.
L'agiografo Giovanni Mosco, nel suo Prato spirituale, menziona il vescovo Fozio di Faran verso la metà circa del VI secolo. Nei primi decenni del VII secolo la diocesi fu occupata dal vescovo Teodoro, sostenitore del monotelismo e per questo condannato espressamente durante il concilio lateranense del 649 e il concilio di Costantinopoli del 680/681.
La penisola sinaitica fu conquistata dagli arabi musulmani verso la fine del VII secolo. Le Quien riporta una serie di vescovi fino al XVIII secolo, vescovi del monte Sinai.
Dal 1933 Faran è annoverata tra le sedi vescovili titolari della Chiesa cattolica; la sede è vacante dal 14 gennaio 1976.

## Cronotassi

### Vescovi di epoca bizantina
- Nathyr (o Netras) † (seconda metà del IV secolo)
- Macario † (menzionato nel 451 circa)
- Fozio † (metà circa del VI secolo)
- Teodoro † (primi decenni del VII secolo)

### Vescovi titolari
- Jean-Baptiste-Maximilien Chabalier, M.E.P. † (2 dicembre 1937 - 11 giugno 1955 deceduto)
- John Joseph Rafferty † (12 giugno 1955 - 6 gennaio 1962 deceduto)
- Giulio Barbetta † (19 marzo 1962 - 14 gennaio 1976 deceduto)